# Ku Yu Cheong
Ku Yu Cheong (顾汝章) (Cantonês: Ku Yu Cheung; Mandarim: Gu Ru Zhang) (China, 1894 - China, 1952) foi um grande mestre das artes marciais chinesas, responsável pela divulgação dos estilos de kungfu do norte na China durante a primeira metade do século 20

## Biografia
Nascido em 1894 na província de Kiangsi, Ku Yu Cheong cresceu em Nanking e teve contato com a arte marcial desde criança. Seu pai, Ku Lei Chi, era mestre de Cha Kuen e Tam Toi, e era proprietário de uma notável companhia de segurança que oferecia escolta e proteção para caravanas que viajavam pelas regiões da China. 
Ku Yu Cheong treinou com o seu pai até os doze anos, quando o seu pai foi acometido de uma doença incurável e acabou por falecer. Em seu leito de morte, Ku Lei Chi aconselhou o filho que, se quisesse dar prosseguimento ao seu aprendizado marcial, deveria procurar pelo mestre Yin Kai Yun, herdeiro de um dos muitos estilos do mosteiro de Shaolin. 
Yin Kai Yun e Ku Lei Chi tornaram-se amigos durante um sangrento confronto, quando suas respectivas caravanas foram atacadas por bandidos; Yin Kai Yun havia perdido a maioria dos seus homens quando Ku Lei Chi interveio e salvou a sua vida - Ku Lei Chi era famoso pelas suas técnicas de chutes, que arremessavam os adversários a grandes distâncias. Deste encontro, nasceu uma grande amizade entre os dois grandes mestres. 
Ku Yu Cheong dirigiu-se até a província de Shantung com uma carta de seu pai e Yin Kai Yun imediatamente o aceitou como aluno e discípulo. Ku Yu Cheong permaneceu com Yin Kai Yun por mais de dez anos e tornou-se herdeiro de seu conhecimento; "Os Dez Caminhos de Shaolin" - um dos muitos estilos originários do mosteiro de Honan, um vasto arsenal de armas tradicionais, a técnica de cultivo de energia vital (Chi) "O Pequeno Sino de Ouro" e a famosa "Palma-de-Ferro". 
Ao saber do falecimento de sua mãe, Ku Yu Cheong retornou a Nanking ; Yin Kai Yun lhe disse - "A China é um país muito grande e existem muitos mestres habilidosos, por isto seja prudente e cauteloso com o seu conhecimento". Ku Yu Cheong respondeu ao seu mestre que jamais o decepcionaria e o faria orgulhoso. 
Por volta de 1928, Ku Yu Cheong juntamente com outros mestres famosos, foi requisitado pelo governo para integrar o quadro de professores da famosa Academia Central de Nanking, um dos centros mais importantes para o ensino das artes marciais em todo o território chinês. 
Lá, Ku Yu Cheong conheceu grandes mestres como: general Li Kin Lam (Tai Kek Kuen, Baat Kek Kuen e espada Mou Tong), Sun Lu Tang (Baat Kua Cheong), Yang Cheng Fu (Tai Kek Kuen), Mong Lai Sing (Luk Hop Kuen) e outros. Alguns anos depois, Ku Yu Cheong foi convidado para representar a Academia Central em Gonshao, em Cantão, junto com outros quatro mestres. Eles ficaram conhecidos como "Os Cinco Tigres do Norte". 
Ku Yu Cheong foi responsável pela introdução e divulgação de muitos dos estilos do norte no sul da China, e protagonista de muitas estórias como: a utilização da sua energia vital para tratar enfermos, quebrar uma pilha de doze tijolos refratários com um único toque e a mais famosa de todas; quando matou um cavalo gigante que pertencia a um circo russo itinerante - o dono do circo oferecia dinheiro a quem resistisse a um coice do animal, que já havia matado muitas pessoas. Ku Yu Cheong aceitou o desafio e, ao final de três coices, encontrava-se ileso; ele pediu para ver o cavalo de perto e desferiu um ataque com a sua palma do dorso do animal. O cavalo empinou, relinchou e morreu. Apesar de não haver dano aparente, ao fazerem a autópsia, constataram que todos os órgãos internos haviam se dissolvido. 
Ku Yu Cheong parou de ensinar na década de 1940, e faleceu em 1952.